# 1236 Thaïs
Az 1236 Thaïs (ideiglenes jelöléssel 1931 VX) a Naprendszer kisbolygóövében található aszteroida. Grigorij Neujmin fedezte fel 1931. november 6-án.